# Новопавловка (Бериславский район)
Новопа́вловка (укр. Новопавлівка) — село в Великоалександровской поселковой общине Бериславского района Херсонской области Украины.
Почтовый индекс — 74111. Телефонный код — 5532. Код КОАТУУ — 6520984001.

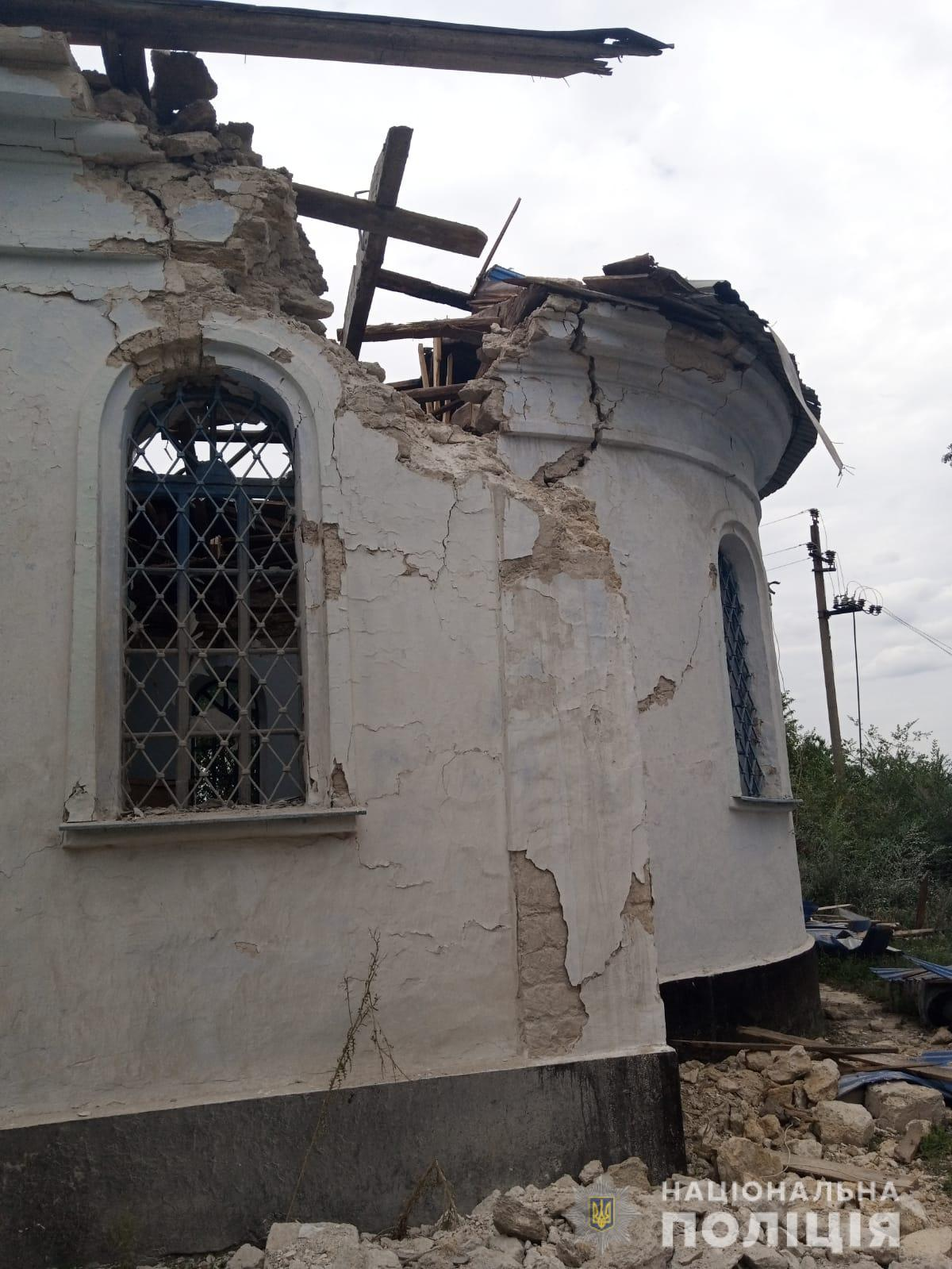
Николаевская церковь (1882 года) в селе Новопавловка после российского обстрела во время вторжения российских войск в Украину, фото 1 сентября 2022

## Население
Население по переписи 2001 года составляло 773 человека.

### Языковой состав
Родной язык населения по данным переписи 2001 года:
| Язык       | Численность, чел. | Доля     |
| ---------- | ----------------- | -------- |
| Украинский | 744               | 96,25 %  |
| Русский    | 26                | 3,36 %   |
| Другое     | 3                 | 0,39 %   |
| Итого      | 773               | 100,00 % |